# Mauriti
Mauriti is een gemeente in de Braziliaanse deelstaat Ceará. De gemeente telt 44.211 inwoners (schatting 2009).